# Iso Kuokkajärvi
Iso Kuokkajärvi är en sjö i kommunen Puumala i landskapet Södra Savolax i Finland. Sjön ligger 83,6 meter över havet. Arean är 68 hektar och strandlinjen är 5,46 kilometer lång. Sjön  ingår i Vuoksens huvudavrinningsområde.   Den ligger omkring 43 kilometer öster om S:t Michel och omkring 230 kilometer nordöst om Helsingfors. 